# Visión 2 Drama
Vision 2 Drama es un canal de 24 horas de teledrama, la primera en Indonesia en transmitirse por satélite (BDS) . El canal fue lanzado en 2005, y transmitido por Tv Indovision. Todos los programas se dobllan al bahasa indonesio. Actualmente, el canal muestra telenovelas de Asia nominal, América Latina, Corea y Taiwán.

## Series de televisión

### 2005
- Rincón de Luz (que finalizó marzo de 2005-marzo de 2006)
- La venganza (que finalizó el junio de 2005-enero de 2006)
- Topacio (composición enero de 2005 a julio de 2005)
- Vale Todo (finalizado el 01 de 2005 hasta septiembre de 2005)
- Angel Rebelde (finalizado en agosto de 2005-marzo de 2006)
- Aguamarina (finalizado el 04 de 2005 hasta septiembre de 2005)
- La mujer de mi vida (finalizado el 01 de 2005 - octubre de 2005)
- Guajira (finalizado el 02 2005 hasta diciembre de 2005)
- Azul tequila (finalizado julio de 2005-diciembre de 2005)
- Gitanas (finalizado el 09 2005 hasta abril de 2006)
- Enamorada (composición en enero de 2005-abril de 2005)
- La Mujer de Judas (finalizado el 09 de 2005 hasta junio de 2006)

### 2006
- Machos (que finalizó marzo de 2006-octubre de 2006)
- Gata Salvaje (composición de febrero de 2006 - febrero de 2007)

### 2008
- Lalola (que finalizó marzo de 2008 a octubre de 2008)
- Gata Salvaje (que finalizó el noviembre de 2008-noviembre de 2009)

### 2011
- La Viuda Joven

### 2014
- Corazón Esmeralda